# Geronimo (film 2014)
Geronimo è un film del 2014 diretto da Tony Gatlif.